# MacBook Air
MacBook Air este unul din cele mai subțiri calculatoare portabile realizate de compania Apple. Are variante de 11 sau de 13 inchi.
Laptop-ul nu conține un hardware de citire a CD-urilor, dar are 2 port-uri USB 3.0 (compatibile și cu 2.0), și un port Thunderbolt, cababil de viteze de transfer de până la 10Gbit/sec. Acest port de asemenea dublează ca și port video la care poate fi conectat direct un monitor Thunderbolt Display, sau printr-un adaptor orice alt display.